# 예비전력
예비전력(豫備戰力)은 상비전력을 제외한 인적·물적 자원으로 이뤄진 국가의 총체적인 전쟁 수행 능력을 의미한다. 이는 국가동원을 통해 전쟁 수행 목적과 기능으로 전환할 수 있는 국력의 모든 요소를 총칭하는 개념이기도 하다. 좁은 의미로는 전시 상비군의 증·창설 및 손실보충, 지역방위를 위해 소용되는 인적·물적 자원을 의미한다. 현재 군에서 적용하는 예비전력의 개념은 좁은 의미에 해당한다.